# Chlamydomonas platystigma
Chlamydomonas platystigma là một loài tảo trong họ Chlamydomonadaceae, thuộc chi Chlamydomonas.